# Asiahesperornis bazhanovi
Asiahesperornis bazhanovi (Азіягесперорніс) — вимерлий рід зубастих морських та водоплавних птахів крейдяного періоду (70 млн років тому). Він мешкав на території сучасного Казахстану, де знаходилось дрібне море Тургай.